# Col de la Ponsonnière
Le col de la Ponsonnière est un col des Alpes françaises à 2 613 mètres d'altitude. Il est situé à la limite des communes du Monêtier-les-Bains, dans le département des Hautes-Alpes, et de Valloire, dans le département de la Savoie. Le col de la Ponsonnière est accessible aux marcheurs et vététistes.

## Histoire
Le col de la Ponsonnière est l'un des cols que les troupes de l'infant Dom Philippe, gendre de Louis XV, utilisent, le 2 septembre 1742pour envahir le duché de Savoie.
Au XVIIIe siècle, on va du lieu-dit Le Pont de l'Alpe au hameau de Bonnenuit en passant par les granges de l'Alp et le col de la Ponsonnière en deux heures et demie de montée et deux heures et demie de descente.